# BAFA NL Division Two 2015
La BAFA NL Division Two 2015 è la 17ª edizione del campionato di football americano di terzo livello, organizzato dalla BAFA.

## Squadre partecipanti
| Club                     | Città              | Stadio | Sponsor ufficiale | Risultato nella stagione 2014 |
| ------------------------ | ------------------ | ------ | ----------------- | ----------------------------- |
| Aberdeen Roughnecks      | Aberdeen           |        |                   |                               |
| Bournemouth Bobcats      | Bournemouth        |        |                   |                               |
| Bristol Apache           | Bristol            |        |                   |                               |
| Bury Saints              | Thetford           |        |                   |                               |
| Carlisle Sentinels       | Carlisle           |        |                   |                               |
| Cornish Sharks           | Newquay            |        |                   |                               |
| Crewe Railroaders        | Crewe              |        |                   |                               |
| Dundee Hurricanes        | Dundee             |        |                   |                               |
| Essex Spartans           | Grays              |        |                   |                               |
| Glasgow Tigers           | Glasgow            |        |                   |                               |
| Halton Spartans          | Widnes             |        |                   |                               |
| Hastings Conquerors      | Hastings           |        |                   |                               |
| Humber Warhawks          | Kingston upon Hull |        |                   |                               |
| Ipswich Cardinals        | Ipswich            |        |                   |                               |
| Kent Exiles              | Chislehurst        |        |                   |                               |
| Leeds Bobcats            | Leeds              |        |                   |                               |
| Leicester Falcons        | Hinckley           |        |                   |                               |
| Lincolnshire Bombers     | North Hykeham      |        |                   |                               |
| London Blitz B           | Londra             |        |                   |                               |
| London Hornets           | Londra             |        |                   |                               |
| Manchester Titans        | Manchester         |        |                   |                               |
| Newcastle Vikings        | Newcastle          |        |                   |                               |
| Northumberland Lightning | Ashington          |        |                   |                               |
| Oxford Saints            | Oxford             |        |                   |                               |
| Peterborough Saxons      | Thorney            |        |                   |                               |
| Portsmouth Dreadnoughts  | Portsmouth         |        |                   |                               |
| Sandwell Steelers        | Tipton             |        |                   |                               |
| Staffordshire Surge      | Burton upon Trent  |        |                   |                               |
| Sussex Thunder           | Brighton           |        |                   |                               |
| Swindon Storm            | Swindon            |        |                   |                               |
| Torbay Trojans           | Paignton           |        |                   |                               |
| Walney Terriers          | Ulverston          |        |                   |                               |
| Wembley Stallions        | Londra             |        |                   |                               |
| West Coast Trojans       | Paisley            |        |                   |                               |

## Stagione regolare

### Calendario

#### 1ª giornata
| 5 aprile 2015 | Northumberland Lightning | 3 – 27 | Glasgow Tigers |  |

| 5 aprile 2015 | Carlisle Sentinels | 3 – 48 | Manchester Titans |  |

| 5 aprile 2015 | Staffordshire Surge | 62 – 0 | Walney Terriers |  |

| 5 aprile 2015 | Peterborough Saxons | 54 – 0 | Humber Warhawks |  |

| 5 aprile 2015 | Sandwell Steelers | 44 – 0 | Leeds Bobcats |  |

| 5 aprile 2015 | Bournemouth Bobcats | 6 – 32 | Kent Exiles |  |

| 5 aprile 2015 | Portsmouth Dreadnoughts | 6 – 34 | Sussex Thunder |  |

| 5 aprile 2015 | Wembley Stallions | 13 – 6 | London Blitz B |  |

#### 2ª giornata
| 12 aprile 2015 | Dundee Hurricanes | 8 – 58 | West Coast Trojans |  |

| 12 aprile 2015 | Crewe Railroaders | 15 – 24 | Halton Spartans |  |

| 12 aprile 2015 | Humber Warhawks | 0 – 73 | Peterborough Saxons |  |

| 12 aprile 2015 | Oxford Saints | 18 – 6 | Torbay Trojans |  |

| 12 aprile 2015 | Swindon Storm | 7 – 16 | Cornish Sharks |  |

| 12 aprile 2015 | Sussex Thunder | 32 – 6 | Bournemouth Bobcats |  |

| 12 aprile 2015 | Essex Spartans | 14 – 19 | Bury Saints |  |

| 12 aprile 2015 | London Hornets | 52 – 7 | Ipswich Cardinals |  |

#### 3ª giornata
| 19 aprile 2015 | Glasgow Tigers | 8 – 46 | Newcastle Vikings |  |

| 19 aprile 2015 | Walney Terriers | 12 – 19 | Crewe Railroaders |  |

| 19 aprile 2015 | London Blitz B | 31 – 12 | Essex Spartans |  |

| 19 aprile 2015 | Wembley Stallions | 31 – 16 | Ipswich Cardinals |  |

#### 4ª giornata
| 26 aprile 2015 | Glasgow Tigers | 0 – 10 | Aberdeen Roughnecks |  |

| 26 aprile 2015 | Northumberland Lightning | 0 – 79 | Newcastle Vikings |  |

| 26 aprile 2015 | Lincolnshire Bombers | 13 – 21 | Peterborough Saxons |  |

| 26 aprile 2015 | Leeds Bobcats | 6 – 57 | Sandwell Steelers |  |

| 26 aprile 2015 | Leicester Falcons | 54 – 0 | Humber Warhawks |  |

| 26 aprile 2015 | Torbay Trojans | 22 – 59 | Swindon Storm |  |

| 26 aprile 2015 | Oxford Saints | 35 – 34 | Bristol Apache |  |

| 26 aprile 2015 | Bournemouth Bobcats | 6 – 18 | Sussex Thunder |  |

| 26 aprile 2015 | Bury Saints | 42 – 6 | London Hornets |  |

#### 5ª giornata
| 3 maggio 2015 | Newcastle Vikings | 7 – 46 | West Coast Trojans |  |

| 3 maggio 2015 | Dundee Hurricanes | 37 – 6 | Northumberland Lightning |  |

| 3 maggio 2015 | Aberdeen Roughnecks | 2 – 0 | Glasgow Tigers |  |

| 3 maggio 2015 | Walney Terriers | 12 – 14 | Carlisle Sentinels |  |

| 3 maggio 2015 | Crewe Railroaders | 6 – 43 | Staffordshire Surge |  |

| 3 maggio 2015 | Humber Warhawks | 16 – 52 | Leeds Bobcats |  |

| 3 maggio 2015 | Leicester Falcons | 16 – 22 | Sandwell Steelers |  |

| 3 maggio 2015 | Swindon Storm | 50 – 16 | Oxford Saints |  |

| 3 maggio 2015 | Portsmouth Dreadnoughts | 8 – 34 | Bournemouth Bobcats |  |

| 3 maggio 2015 | Sussex Thunder | 70 – 0 | Hastings Conquerors |  |

| 3 maggio 2015 | Essex Spartans | 12 – 22 | London Hornets |  |

| 3 maggio 2015 | Wembley Stallions | 20 – 37 | Bury Saints |  |

#### 6ª giornata
| 9 maggio 2015 | Cornish Sharks | 10 – 30 | Bristol Apache |  |

| 10 maggio 2015 | Aberdeen Roughnecks | 7 – 32 | West Coast Trojans |  |

| 10 maggio 2015 | Dundee Hurricanes | 0 – 13 | Newcastle Vikings |  |

| 10 maggio 2015 | Staffordshire Surge | 33 – 58 | Manchester Titans |  |

| 10 maggio 2015 | Carlisle Sentinels | 0 – 8 | Halton Spartans |  |

| 10 maggio 2015 | Sandwell Steelers | 25 – 17 | Lincolnshire Bombers |  |

| 10 maggio 2015 | Peterborough Saxons | 30 – 3 | Leicester Falcons |  |

| 10 maggio 2015 | Portsmouth Dreadnoughts | 0 – 58 | Kent Exiles |  |

| 10 maggio 2015 | London Blitz B | 48 – 0 | Ipswich Cardinals |  |

#### 7ª giornata
| 17 maggio 2015 | Glasgow Tigers | 18 – 6 | Dundee Hurricanes |  |

| 17 maggio 2015 | Northumberland Lightning | 6 – 98 | West Coast Trojans |  |

| 17 maggio 2015 | Crewe Railroaders | 38 – 13 | Walney Terriers |  |

| 17 maggio 2015 | Manchester Titans | 46 – 0 | Halton Spartans |  |

| 17 maggio 2015 | Leeds Bobcats | 26 – 40 | Lincolnshire Bombers |  |

| 17 maggio 2015 | Oxford Saints | 43 – 24 | Cornish Sharks |  |

| 17 maggio 2015 | Bournemouth Bobcats | 14 – 21 | Sussex Thunder |  |

| 17 maggio 2015 | Hastings Conquerors | 7 – 60 | Kent Exiles |  |

| 17 maggio 2015 | London Hornets | 32 – 12 | Wembley Stallions |  |

| 17 maggio 2015 | Essex Spartans | 24 – 14 | Ipswich Cardinals |  |

#### 8ª giornata
| 24 maggio 2015 | Newcastle Vikings | 45 – 14 | Aberdeen Roughnecks |  |

| 24 maggio 2015 | Halton Spartans | 33 – 12 | Carlisle Sentinels |  |

| 24 maggio 2015 | Manchester Titans | 79 – 0 | Walney Terriers |  |

| 24 maggio 2015 | Humber Warhawks | 0 – 70 | Sandwell Steelers |  |

| 24 maggio 2015 | Leeds Bobcats | 7 – 27 | Leicester Falcons |  |

| 24 maggio 2015 | Torbay Trojans | 30 – 72 | Oxford Saints |  |

| 24 maggio 2015 | Sussex Thunder | 17 – 43 | Kent Exiles |  |

| 24 maggio 2015 | Hastings Conquerors | 12 – 13 | Bournemouth Bobcats |  |

| 24 maggio 2015 | Bury Saints | 28 – 21 | London Blitz B |  |

#### 9ª giornata
| 31 maggio 2015 | Northumberland Lightning | 27 – 20 | Dundee Hurricanes |  |

| 31 maggio 2015 | Aberdeen Roughnecks | 9 – 26 | Newcastle Vikings |  |

| 31 maggio 2015 | Manchester Titans | 53 – 0 | Crewe Railroaders |  |

| 31 maggio 2015 | Carlisle Sentinels | 0 – 33 | Staffordshire Surge |  |

| 31 maggio 2015 | Humber Warhawks | 0 – 54 | Lincolnshire Bombers |  |

| 31 maggio 2015 | Torbay Trojans | 12 – 32 | Cornish Sharks |  |

| 31 maggio 2015 | Bristol Apache | 37 – 12 | Swindon Storm |  |

| 31 maggio 2015 | Hastings Conquerors | 15 – 48 | Portsmouth Dreadnoughts |  |

| 31 maggio 2015 | Bury Saints | 49 – 6 | Ipswich Cardinals |  |

| 31 maggio 2015 | London Blitz B | 6 – 40 | London Hornets |  |

| 31 maggio 2015 | Wembley Stallions | 27 – 28 | Essex Spartans |  |

#### 10ª giornata
| 6 giugno 2015 | Cornish Sharks | 54 – 2 | Swindon Storm |  |

| 7 giugno 2015 | Newcastle Vikings | 34 – 16 | Glasgow Tigers |  |

| 7 giugno 2015 | West Coast Trojans | 22 – 6 | Dundee Hurricanes |  |

| 7 giugno 2015 | Staffordshire Surge | 34 – 14 | Halton Spartans |  |

| 7 giugno 2015 | Sandwell Steelers | 41 – 14 | Peterborough Saxons |  |

| 7 giugno 2015 | Kent Exiles | 51 – 12 | Bournemouth Bobcats |  |

| 7 giugno 2015 | Ipswich Cardinals | 0 – 38 | London Hornets |  |

#### 11ª giornata
| 14 giugno 2015 | Glasgow Tigers | 60 – 16 | Northumberland Lightning |  |

| 14 giugno 2015 | Halton Spartans | 12 – 14 | Crewe Railroaders |  |

| 14 giugno 2015 | Walney Terriers | 0 – 55 | Manchester Titans |  |

| 14 giugno 2015 | Staffordshire Surge | 41 – 6 | Carlisle Sentinels |  |

| 14 giugno 2015 | Lincolnshire Bombers | 13 – 39 | Leicester Falcons |  |

| 14 giugno 2015 | Torbay Trojans | 0 – 57 | Bristol Apache |  |

| 14 giugno 2015 | Kent Exiles | 60 – 0 | Portsmouth Dreadnoughts |  |

| 14 giugno 2015 | Bournemouth Bobcats | 70 – 0 | Hastings Conquerors |  |

| 14 giugno 2015 | Bury Saints | 55 – 6 | Essex Spartans |  |

| 14 giugno 2015 | London Blitz B | 20 – 33 | Wembley Stallions |  |

#### 12ª giornata
| 21 giugno 2015 | Dundee Hurricanes | 6 – 25 | Aberdeen Roughnecks |  |

| 21 giugno 2015 | West Coast Trojans | 52 – 8 | Newcastle Vikings |  |

| 21 giugno 2015 | Crewe Railroaders | 20 – 0 | Carlisle Sentinels |  |

| 21 giugno 2015 | Peterborough Saxons | 40 – 13 | Leeds Bobcats |  |

| 21 giugno 2015 | Humber Warhawks | 6 – 66 | Leicester Falcons |  |

| 21 giugno 2015 | Bristol Apache | 42 – 41 | Oxford Saints |  |

| 21 giugno 2015 | Hastings Conquerors | 0 – 54 | Sussex Thunder |  |

| 21 giugno 2015 | Essex Spartans | 38 – 14 | London Blitz B |  |

#### 13ª giornata
| 28 giugno 2015 | Dundee Hurricanes | 0 – 38 | Glasgow Tigers |  |

| 28 giugno 2015 | Aberdeen Roughnecks | 44 – 20 | Northumberland Lightning |  |

| 28 giugno 2015 | Halton Spartans | 6 – 56 | Manchester Titans |  |

| 28 giugno 2015 | Walney Terriers | 0 – 1 (a tavolino) | Staffordshire Surge |  |

| 28 giugno 2015 | Lincolnshire Bombers | 13 – 39 | Sandwell Steelers |  |

| 28 giugno 2015 | Leeds Bobcats | 16 – 28 | Peterborough Saxons |  |

| 28 giugno 2015 | Swindon Storm | 78 – 34 | Torbay Trojans |  |

| 28 giugno 2015 | Kent Exiles | 32 – 34 | Sussex Thunder |  |

| 28 giugno 2015 | Hastings Conquerors | 2 – 0 | Portsmouth Dreadnoughts |  |

| 28 giugno 2015 | London Hornets | 20 – 41 | Bury Saints |  |

| 28 giugno 2015 | Ipswich Cardinals | 19 – 44 | Wembley Stallions |  |

#### 14ª giornata
| 5 luglio 2015 | West Coast Trojans | 38 – 6 | Aberdeen Roughnecks |  |

| 5 luglio 2015 | Newcastle Vikings | 69 – 6 | Northumberland Lightning |  |

| 5 luglio 2015 | Halton Spartans | 20 – 34 | Staffordshire Surge |  |

| 5 luglio 2015 | Leicester Falcons | 26 – 13 | Peterborough Saxons |  |

| 5 luglio 2015 | Lincolnshire Bombers | 27 – 15 | Leeds Bobcats |  |

| 5 luglio 2015v | Oxford Saints | 42 – 13 | Swindon Storm |  |

| 5 luglio 2015 | Bristol Apache | 24 – 20 | Cornish Sharks |  |

| 5 luglio 2015 | Portsmouth Dreadnoughts | 14 – 43 | Kent Exiles |  |

| 5 luglio 2015 | London Hornets | 24 – 24 | Essex Spartans |  |

| 5 luglio 2015 | Bury Saints | 52 – 6 | Wembley Stallions |  |

#### 15ª giornata
| 18 luglio 2015 | Sandwell Steelers | 61 – 0 | Humber Warhawks |  |

| 18 luglio 2015 | Cornish Sharks | 12 – 13 | Oxford Saints |  |

| 18 luglio 2015 | Sussex Thunder | 80 – 6 | Hastings Conquerors |  |

| 19 luglio 2015 | Newcastle Vikings | 46 – 0 | Dundee Hurricanes |  |

| 19 luglio 2015 | West Coast Trojans | 30 – 36 | Glasgow Tigers |  |

| 19 luglio 2015 | Walney Terriers | 2 – 30 | Halton Spartans |  |

| 19 luglio 2015 | Staffordshire Surge | 37 – 16 | Crewe Railroaders |  |

| 19 luglio 2015 | Manchester Titans | 48 – 0 | Carlisle Sentinels |  |

| 19 luglio 2015 | Leicester Falcons | 36 – 13 | Leeds Bobcats |  |

| 19 luglio 2015 | Peterborough Saxons | 48 – 10 | Lincolnshire Bombers |  |

| 19 luglio 2015 | Bournemouth Bobcats | 20 – 6 | Portsmouth Dreadnoughts |  |

#### 16ª giornata
| 25 luglio 2015 | Sandwell Steelers | 24 – 20 | Leicester Falcons |  |

| 26 luglio 2015 | Glasgow Tigers | 0 – 60 | West Coast Trojans |  |

| 26 luglio 2015 | Northumberland Lightning | 0 – 53 | Aberdeen Roughnecks |  |

| 26 luglio 2015 | Carlisle Sentinels | 33 – 27 | Crewe Railroaders |  |

| 26 luglio 2015 | Manchester Titans | 33 – 13 | Staffordshire Surge |  |

| 26 luglio 2015 | Bristol Apache | 54 – 0 | Torbay Trojans |  |

| 26 luglio 2015 | Kent Exiles | 48 – 0 | Hastings Conquerors |  |

| 26 luglio 2015 | London Blitz B | 6 – 42 | Bury Saints |  |

| 26 luglio 2015 | Wembley Stallions | 41 – 0 | London Hornets |  |

| 26 luglio 2015 | Ipswich Cardinals | 21 – 14 | Essex Spartans |  |

#### 17ª giornata
| 1º agosto 2015 | Essex Spartans | 14 – 20 | Wembley Stallions |  |

| 2 agosto 2015 | Dundee Hurricanes | 13 – 27 | Aberdeen Roughnecks |  |

| 2 agosto 2015 | Halton Spartans | 33 – 0 | Walney Terriers |  |

| 2 agosto 2015 | Leeds Bobcats | 46 – 0 | Humber Warhawks |  |

| 2 agosto 2015 | Leicester Falcons | 47 – 23 | Lincolnshire Bombers |  |

| 2 agosto 2015 | Swindon Storm | 24 – 31 | Bristol Apache |  |

| 2 agosto 2015 | Kent Exiles | 52 – 6 | Bournemouth Bobcats |  |

| 2 agosto 2015 | Portsmouth Dreadnoughts | 28 – 0 | Hastings Conquerors |  |

| 2 agosto 2015 | Ipswich Cardinals | 34 – 44 | London Blitz B |  |

#### 18ª giornata
| 9 agosto 2015 | West Coast Trojans | 60 – 6 | Northumberland Lightning |  |

| 9 agosto 2015 | Carlisle Sentinels | 20 – 19 | Walney Terriers |  |

| 9 agosto 2015 | Crewe Railroaders | 0 – 65 | Manchester Titans |  |

| 9 agosto 2015 | Lincolnshire Bombers | 64 – 0 | Humber Warhawks |  |

| 9 agosto 2015 | Peterborough Saxons | 24 – 28 | Sandwell Steelers |  |

| 9 agosto 2015 | Cornish Sharks | 1 – 0 (a tavolino) | Torbay Trojans |  |

| 9 agosto 2015 | Sussex Thunder | 75 – 0 | Portsmouth Dreadnoughts |  |

| 9 agosto 2015 | Ipswich Cardinals | 7 – 78 | Bury Saints |  |

| 9 agosto 2015 | London Hornets | 34 – 46 | London Blitz B |  |

### Classifica
Le classifiche della regular season sono le seguenti.
- PCT = percentuale di vittorie, G = partite giocate, V = partite vinte, P = partite perse, PF = punti fatti, PS = punti subiti

#### NFC 2 North
| Pos. | Squadra                  | PCT  | G  | V | N | P | PF  | PS  |
| ---- | ------------------------ | ---- | -- | - | - | - | --- | --- |
| 1    | West Coast Trojans       | .900 | 10 | 9 | 0 | 1 | 496 | 90  |
| 2    | Newcastle Vikings        | .800 | 10 | 8 | 0 | 2 | 373 | 151 |
| 3    | Aberdeen Roughnecks      | .600 | 10 | 6 | 0 | 4 | 197 | 180 |
| 4    | Glasgow Tigers           | .500 | 10 | 5 | 0 | 5 | 203 | 207 |
| 5    | Dundee Hurricanes        | .100 | 10 | 1 | 0 | 9 | 96  | 280 |
| 6    | Northumberland Lightning | .100 | 10 | 1 | 0 | 9 | 90  | 547 |

#### NFC 2 West
| Pos. | Squadra             | PCT   | G  | V  | N | P  | PF  | PS  |
| ---- | ------------------- | ----- | -- | -- | - | -- | --- | --- |
| 1    | Manchester Titans   | 1.000 | 10 | 10 | 0 | 0  | 555 | 55  |
| 2    | Staffordshire Surge | .800  | 10 | 8  | 0 | 2  | 330 | 167 |
| 3    | Halton Spartans     | .500  | 10 | 5  | 0 | 5  | 180 | 213 |
| 4    | Crewe Railroaders   | .400  | 10 | 4  | 0 | 6  | 155 | 293 |
| 5    | Carlisle Sentinels  | .300  | 10 | 3  | 0 | 7  | 88  | 289 |
| 6    | Walney Terriers     | .000  | 10 | 0  | 0 | 10 | 58  | 350 |

#### NFC 2 South
| Pos. | Squadra              | PCT   | G  | V  | N | P  | PF  | PS  |
| ---- | -------------------- | ----- | -- | -- | - | -- | --- | --- |
| 1    | Sandwell Steelers    | 1.000 | 10 | 10 | 0 | 0  | 411 | 110 |
| 2    | Peterborough Saxons  | .700  | 10 | 7  | 0 | 3  | 345 | 150 |
| 3    | Leicester Falcons    | .700  | 10 | 7  | 0 | 3  | 334 | 151 |
| 4    | Lincolnshire Bombers | .400  | 10 | 4  | 0 | 6  | 274 | 260 |
| 5    | Leeds Bobcats        | .200  | 10 | 2  | 0 | 8  | 194 | 315 |
| 6    | Humber Warhawks      | .000  | 10 | 0  | 0 | 10 | 22  | 594 |

#### SFC 2 West
| Pos. | Squadra        | PCT  | G | V | N | P | PF  | PS  |
| ---- | -------------- | ---- | - | - | - | - | --- | --- |
| 1    | Bristol Apache | .875 | 8 | 7 | 0 | 1 | 309 | 142 |
| 2    | Oxford Saints  | .750 | 8 | 6 | 0 | 2 | 280 | 211 |
| 3    | Cornish Sharks | .500 | 8 | 4 | 0 | 4 | 168 | 131 |
| 4    | Swindon Storm  | .375 | 8 | 3 | 0 | 5 | 245 | 252 |
| 5    | Torbay Trojans | .000 | 8 | 0 | 0 | 8 | 104 | 370 |

#### SFC 2 South
| Pos. | Squadra                 | PCT  | G  | V | N | P | PF  | PS  |
| ---- | ----------------------- | ---- | -- | - | - | - | --- | --- |
| 1    | Kent Exiles             | .900 | 10 | 9 | 0 | 1 | 479 | 96  |
| 2    | Sussex Thunder          | .900 | 10 | 9 | 0 | 1 | 435 | 113 |
| 3    | Bournemouth Bobcats     | .400 | 10 | 4 | 0 | 6 | 187 | 232 |
| 4    | Portsmouth Dreadnoughts | .200 | 10 | 2 | 0 | 8 | 110 | 341 |
| 5    | Hastings Conquerors     | .100 | 10 | 1 | 0 | 9 | 42  | 471 |

#### SFC 2 East
| Pos. | Squadra           | PCT   | G  | V  | N | P | PF  | PS  |
| ---- | ----------------- | ----- | -- | -- | - | - | --- | --- |
| 1    | Bury Saints       | 1.000 | 10 | 10 | 0 | 0 | 453 | 112 |
| 2    | Wembley Stallions | .600  | 10 | 6  | 0 | 4 | 247 | 224 |
| 3    | London Hornets    | .550  | 10 | 5  | 1 | 4 | 268 | 231 |
| 4    | London Blitz B    | .400  | 10 | 4  | 0 | 6 | 242 | 274 |
| 5    | Essex Spartans    | .350  | 10 | 3  | 1 | 6 | 186 | 247 |
| 6    | Ipswich Cardinals | .100  | 10 | 1  | 0 | 9 | 124 | 422 |

## Playoff

### Tabellone
|  | Quarti di finale    | Quarti di finale    | Quarti di finale    |                     |                   | Semifinali        | Semifinali | Semifinali |  |  | Finale Northern Conference | Finale Northern Conference | Finale Northern Conference |  |
|  |                     |                     |                     |                     |                   |                   |            |            |  |  |                            |                            |                            |  |
|  | Sandwell Steelers   | Sandwell Steelers   | 21                  |                     |                   |                   |            |            |  |  |                            |                            |                            |  |
|  | Sandwell Steelers   | Sandwell Steelers   | 21                  |                     |                   |                   |            |            |  |  |                            |                            |                            |  |
|  | Leicester Falcons   | Leicester Falcons   | 6                   |                     |                   |                   |            |            |  |  |                            |                            |                            |  |
|  | Leicester Falcons   | Leicester Falcons   | 6                   |                     | Sandwell Steelers | Sandwell Steelers | 59         |            |  |  |                            |                            |                            |  |
|  |                     |                     |                     |                     | Sandwell Steelers | Sandwell Steelers | 59         |            |  |  |                            |                            |                            |  |
|  |                     |                     | Newcastle Vikings   | Newcastle Vikings   | 13                |                   |            |            |  |  |                            |                            |                            |  |
|  | Newcastle Vikings   | Newcastle Vikings   | Newcastle Vikings   | Newcastle Vikings   | 13                | 23                |            |            |  |  |                            |                            |                            |  |
|  | Newcastle Vikings   | Newcastle Vikings   |                     |                     |                   |                   |            |            |  |  |                            |                            |                            |  |
|  | Staffordshire Surge | Staffordshire Surge | 14                  |                     |                   |                   |            |            |  |  |                            |                            |                            |  |
|  | Staffordshire Surge | Staffordshire Surge | 14                  |                     | Sandwell Steelers | Sandwell Steelers | 24         |            |  |  |                            |                            |                            |  |
|  |                     |                     |                     |                     |                   |                   |            |            |  |  |                            |                            |                            |  |
|  |                     |                     | Peterborough Saxons | Peterborough Saxons | 7                 |                   |            |            |  |  |                            |                            |                            |  |
|  | Manchester Titans   | Manchester Titans   | Peterborough Saxons | Peterborough Saxons | 7                 | 54                |            |            |  |  |                            |                            |                            |  |
|  | Manchester Titans   | Manchester Titans   |                     |                     |                   |                   |            |            |  |  |                            |                            |                            |  |
|  | Aberdeen Roughnecks | Aberdeen Roughnecks | 7                   |                     |                   |                   |            |            |  |  |                            |                            |                            |  |
|  | Aberdeen Roughnecks | Aberdeen Roughnecks | 7                   |                     | Manchester Titans | Manchester Titans | 18         |            |  |  |                            |                            |                            |  |
|  |                     |                     |                     |                     | Manchester Titans | Manchester Titans | 18         |            |  |  |                            |                            |                            |  |
|  |                     |                     | Peterborough Saxons | Peterborough Saxons | 24                |                   |            |            |  |  |                            |                            |                            |  |
|  | West Coast Trojans  | West Coast Trojans  | Peterborough Saxons | Peterborough Saxons | 24                | 26                |            |            |  |  |                            |                            |                            |  |
|  | West Coast Trojans  | West Coast Trojans  |                     |                     |                   |                   |            |            |  |  |                            |                            |                            |  |
|  | Peterborough Saxons | Peterborough Saxons | 28                  |                     |                   |                   |            |            |  |  |                            |                            |                            |  |

|  | Quarti di finale  | Quarti di finale  | Quarti di finale     |                      |             | Semifinali  | Semifinali | Semifinali |  |  | Finale Southern Conference | Finale Southern Conference | Finale Southern Conference |  |
|  |                   |                   |                      |                      |             |             |            |            |  |  |                            |                            |                            |  |
|  | Bury Saints       | Bury Saints       | 27                   |                      |             |             |            |            |  |  |                            |                            |                            |  |
|  | Bury Saints       | Bury Saints       | 27                   |                      |             |             |            |            |  |  |                            |                            |                            |  |
|  | Cornish Sharks    | Cornish Sharks    | 9                    |                      |             |             |            |            |  |  |                            |                            |                            |  |
|  | Cornish Sharks    | Cornish Sharks    | 9                    |                      | Bury Saints | Bury Saints | 22         |            |  |  |                            |                            |                            |  |
|  |                   |                   |                      |                      | Bury Saints | Bury Saints | 22         |            |  |  |                            |                            |                            |  |
|  |                   |                   | Sussex Thunder (dts) | Sussex Thunder (dts) | 20          |             |            |            |  |  |                            |                            |                            |  |
|  | Sussex Thunder    | Sussex Thunder    | Sussex Thunder (dts) | Sussex Thunder (dts) | 20          | 50          |            |            |  |  |                            |                            |                            |  |
|  | Sussex Thunder    | Sussex Thunder    |                      |                      |             |             |            |            |  |  |                            |                            |                            |  |
|  | Oxford Saints     | Oxford Saints     | 13                   |                      |             |             |            |            |  |  |                            |                            |                            |  |
|  | Oxford Saints     | Oxford Saints     | 13                   |                      | Bury Saints | Bury Saints | 47         |            |  |  |                            |                            |                            |  |
|  |                   |                   |                      |                      |             |             |            |            |  |  |                            |                            |                            |  |
|  |                   |                   | Bristol Apache       | Bristol Apache       | 12          |             |            |            |  |  |                            |                            |                            |  |
|  | Kent Exiles       | Kent Exiles       | Bristol Apache       | Bristol Apache       | 12          | 58          |            |            |  |  |                            |                            |                            |  |
|  | Kent Exiles       | Kent Exiles       |                      |                      |             |             |            |            |  |  |                            |                            |                            |  |
|  | London Hornets    | London Hornets    | 12                   |                      |             |             |            |            |  |  |                            |                            |                            |  |
|  | London Hornets    | London Hornets    | 12                   |                      | Kent Exiles | Kent Exiles | 34         |            |  |  |                            |                            |                            |  |
|  |                   |                   |                      |                      | Kent Exiles | Kent Exiles | 34         |            |  |  |                            |                            |                            |  |
|  |                   |                   | Bristol Apache       | Bristol Apache       | 35          |             |            |            |  |  |                            |                            |                            |  |
|  | Bristol Apache    | Bristol Apache    | Bristol Apache       | Bristol Apache       | 35          | 32          |            |            |  |  |                            |                            |                            |  |
|  | Bristol Apache    | Bristol Apache    |                      |                      |             |             |            |            |  |  |                            |                            |                            |  |
|  | Wembley Stallions | Wembley Stallions | 17                   |                      |             |             |            |            |  |  |                            |                            |                            |  |

### Quarti di finale
| 23 agosto 2015 | Manchester Titans | 54 – 7 | Aberdeen Roughnecks |  |

| 23 agosto 2015 | Sandwell Steelers | 21 – 6 | Leicester Falcons |  |

| 23 agosto 2015 | West Coast Trojans | 26 – 28 | Peterborough Saxons |  |

| 23 agosto 2015 | Newcastle Vikings | 23 – 14 | Staffordshire Surge |  |

| 23 agosto 2015 | Bury Saints | 27 – 9 | Cornish Sharks |  |

| 23 agosto 2015 | Kent Exiles | 58 – 12 | London Hornets |  |

| 23 agosto 2015 | Bristol Apache | 32 – 17 | Wembley Stallions |  |

| 23 agosto 2015 | Sussex Thunder | 50 – 13 | Oxford Saints |  |

### Semifinali
| 6 settembre 2015 | Manchester Titans | 18 – 24 | Peterborough Saxons |  |

| 6 settembre 2015 | Sandwell Steelers | 59 – 13 | Newcastle Vikings |  |

| 6 settembre 2015 | Bury Saints | 22 – 20 (d.t.s.) | Sussex Thunder |  |

| 6 settembre 2015 | Kent Exiles | 34 – 35 | Bristol Apache |  |

### Finali

#### Northern Conference
| 12 settembre 2015 | Sandwell Steelers | 24 – 7 | Peterborough Saxons |  |

#### Southern Conference
| 13 settembre 2015 | Bury Saints | 47 – 12 | Bristol Apache |  |

## Verdetti
- Sandwell Steelers e  Bury Saints Vincitori della BAFA NL Division Two 2015